# Libration
Cet article possède un paronyme, voir Libation.
Pour les articles homonymes, voir Libration (homonymie).

Cette animation montre un ensemble de vues simulées de la Lune sur une période d'un mois, comme si une photographie avait été prise chaque jour à la même heure. Elle permet de mettre en évidence le phénomène de libration lunaire.

En astronomie, la libration (du latin libro -are, « mettre en équilibre, se balancer ») est une lente oscillation, réelle ou apparente, d'un satellite tel que vu à partir du corps céleste autour duquel il orbite. Utilisé seul, ce terme fait généralement référence aux mouvements apparents de la Lune relativement à la Terre, qui peuvent être comparés aux oscillations des deux plateaux d'une balance autour du point d'équilibre.
Libration est également le titre français du deuxième tome de la série de romans « Les Voyageurs » de l’autrice américaine Becky Chambers.

## Au fil de l'histoire

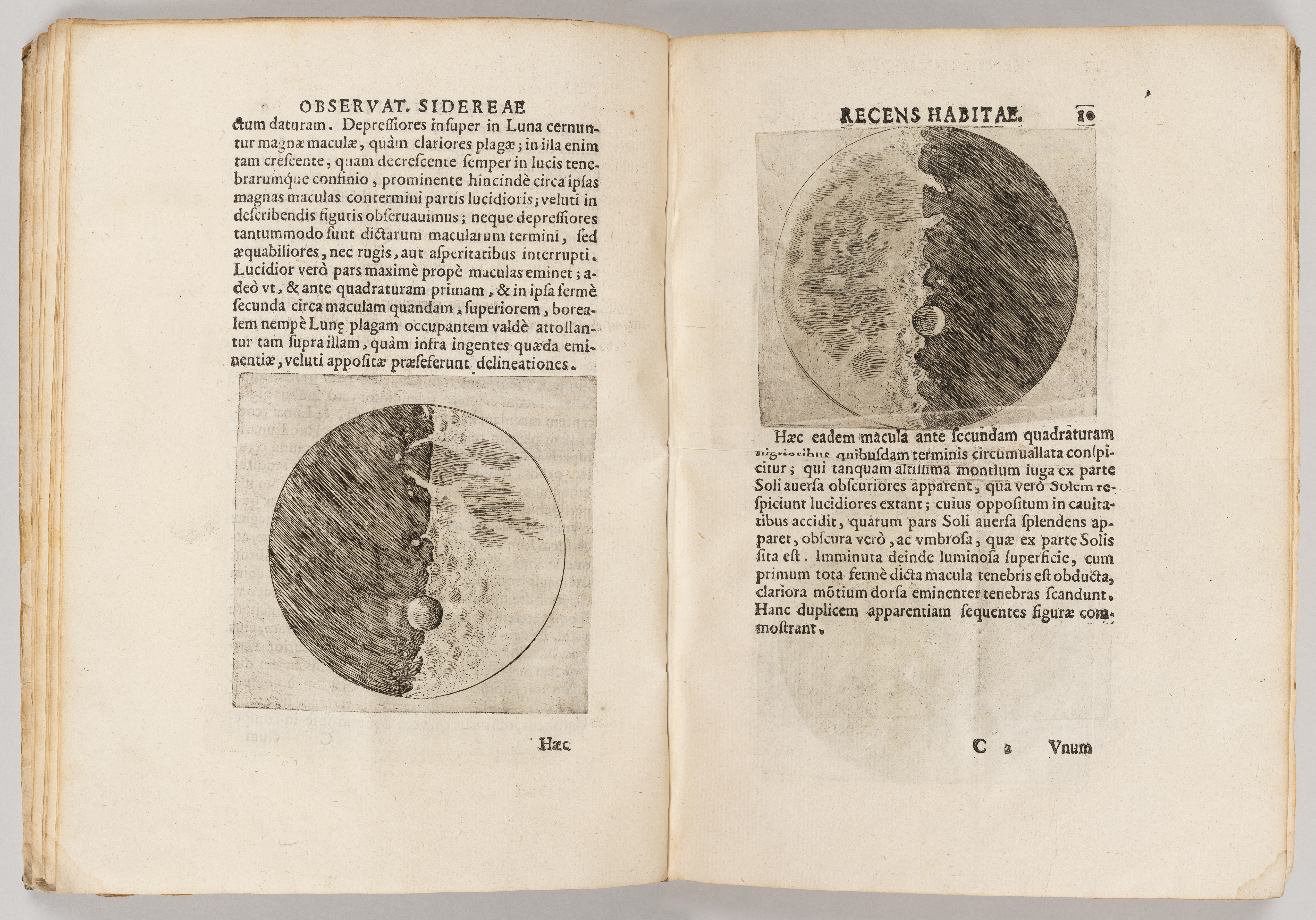
Observation de la Lune, gravure de l'édition de 1610 du Messager des étoiles de Galilée

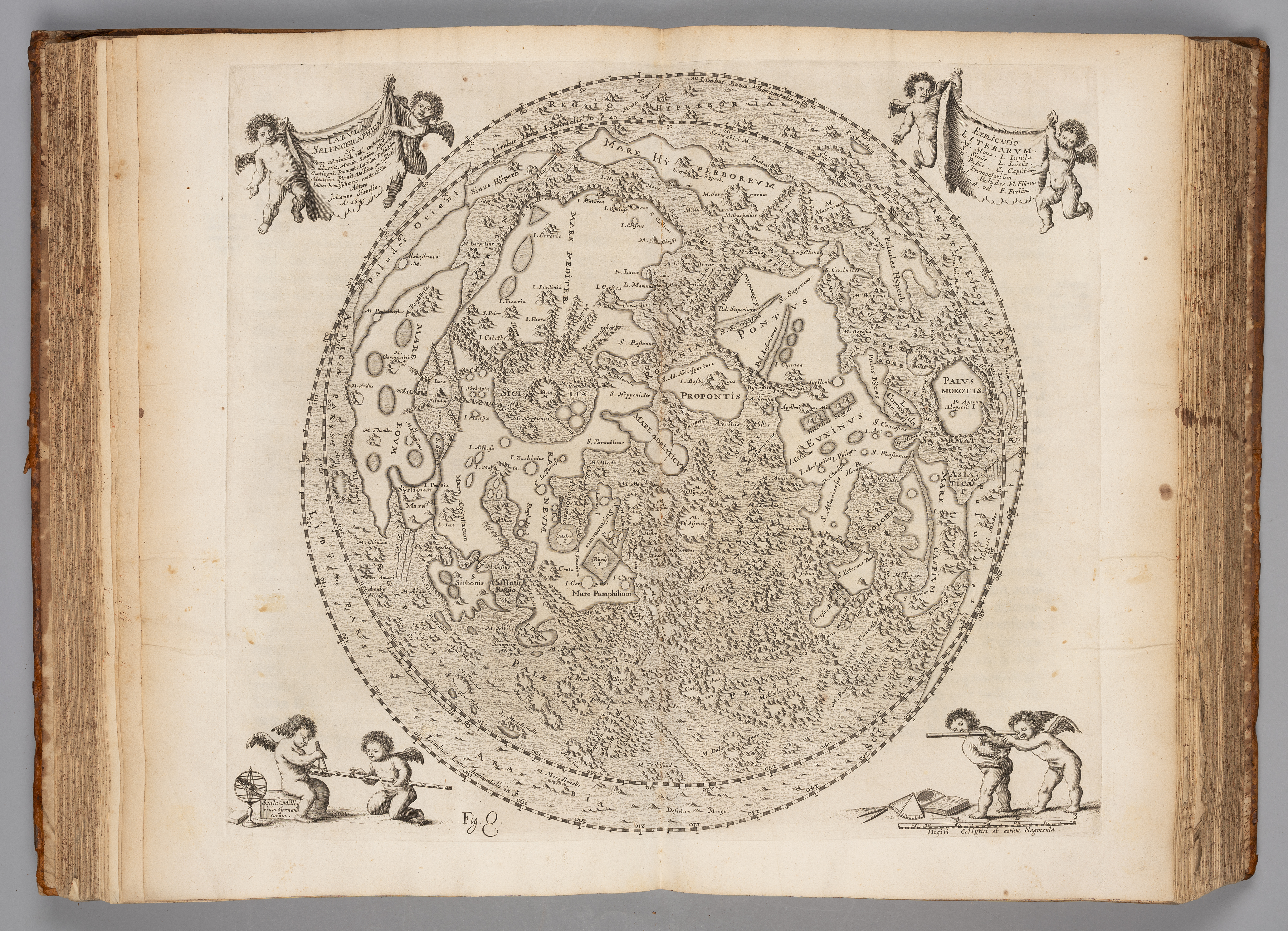
Tabula selenographica de Johannes Hevleius en 1647

Un des premiers à décrire le phénomène de librations est Galilée, qui parla « [d'une] étrange particularité, nous voyons plus que la stricte moitié de la Lune ». De nombreux astronomes et mathématiciens ont entrepris ensuite d'expliquer et de modéliser les mouvements de la Lune. Parmi eux, Johannes Hevelius est le premier à tenir compte des librations dans une représentation de la lune issue de son œuvre Selenographia, en 1647. Puis, Tobias Mayer, de Göttingen, a donné vers 1750 une explication géométrique des librations. À l'aube du XIXe siècle, les Français Joseph Louis Lagrange et Pierre Simon de Laplace ont développé les outils mathématiques qui ont permis de déterminer les tables de la Lune avec une grande précision.

## Libration lunaire

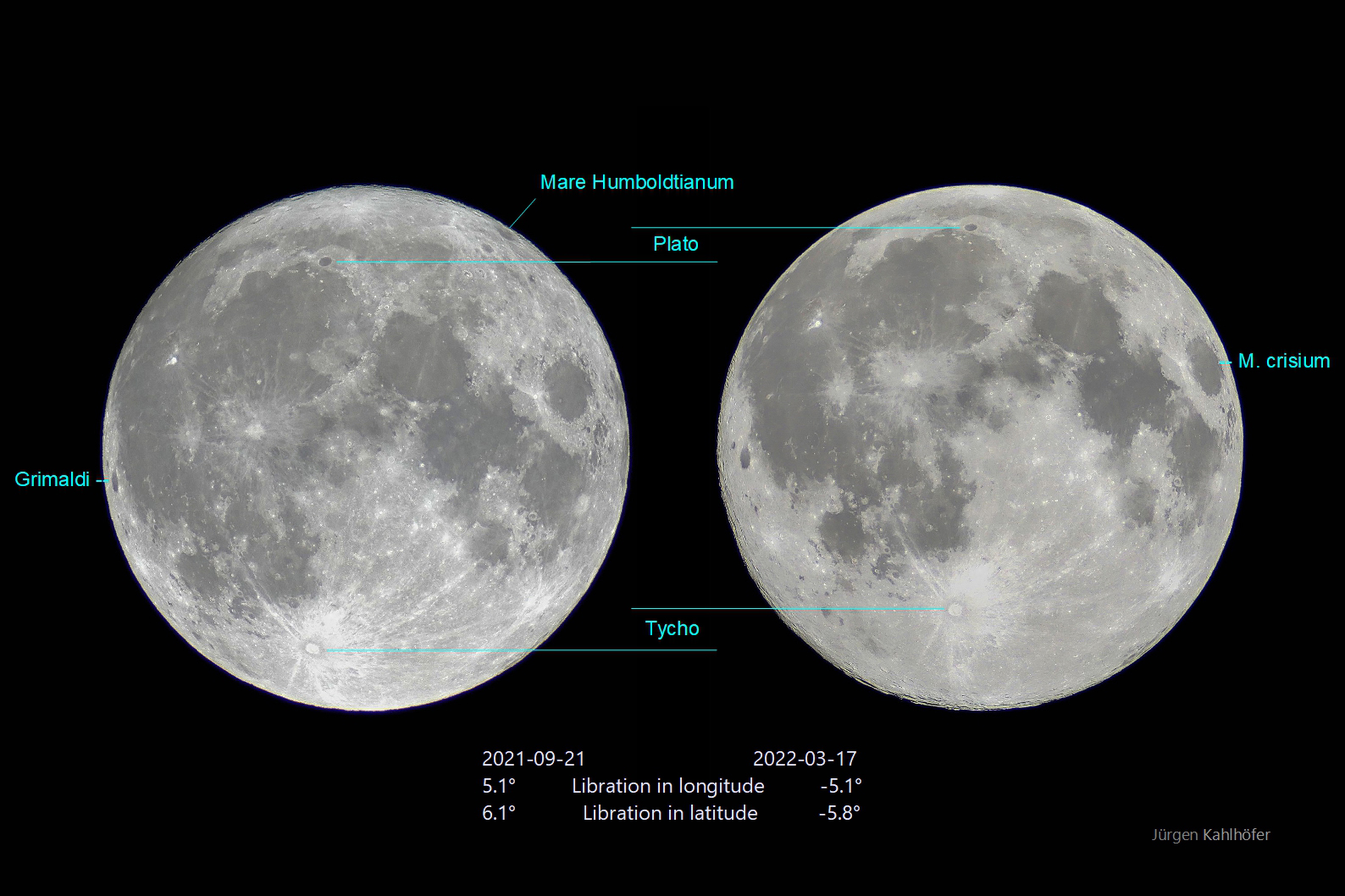
La pleine lune aux librations opposées.

La rotation de la Lune sur son axe est synchrone avec sa révolution autour de la Terre : elle tourne sur elle-même et effectue une révolution complète en 27,322 jours.
Si l'orbite de la Lune était parfaitement circulaire et si son axe de rotation était rigoureusement perpendiculaire au plan de son orbite, une personne située sur Terre observerait toujours les mêmes 50 % de la surface lunaire si elle effectuait toujours ses observations à la même heure. Au lieu de cela, les phénomènes de libration lunaire lui permettent d'observer des parties légèrement différentes de sa surface à des moments différents. Des observations fines montrent qu'un total de 59 % de la surface de la Lune peut être observé depuis la Terre. En fait, nous avons 41 % qui restent visibles en permanence, 18 % qui sont successivement dévoilés par la libration au cours des lunaisons, et enfin 41 % qui ne sont jamais visibles depuis la Terre (et à un instant donné depuis un lieu donné on ne peut voir que 49,8 % de la surface lunaire).
Ces phénomènes peuvent prendre quatre formes différentes : les librations en longitude, les librations en latitude, les librations parallactiques et les librations physiques.